# Чалатенанго (департамент)
Чалатенанго (исп. Chalatenango) — один из 14 департаментов Сальвадора. Находится в северо-западной части страны. Граничит с департаментами Кабаньяс, Кускатлан, Сан-Сальвадор, Ла-Либертад, Санта-Ана и государством Гондурас. Административный центр — город Чалатенанго. Гидроэлектростанция в Рио-Лемпа снабжает регион электричеством. В департаменте расположена самая высокая точка страны — гора Эль-Питаль (2730 метров над уровнем моря). В 1980-х годах департамент был цитаделью Народных Сил Освобождения (FPL), одной из крупнейших организаций во Фронте национального освобождения имени Фарабундо Марти (FMLN).
Образован 14 февраля 1855 года.
Площадь — 2017 км².
Население — 192 788 чел. (2007).
Губернатор — предприниматель Карлос Альваренга Маркес, назначенный на должность в июле 2009 года.

## Муниципалитеты
1. Акуа-Калиенте
2. Аркатао
3. Асакуальпа
4. Дулке-Номбре-де-Мария
5. Кансаске
6. Комалапа
7. Консепсьон-Кесальтепеке
8. Ла-Лагуна
9. Ла-Реина
10. Лас-Вуелтас
11. Лас-Флорес
12. Номбре-де-Хесус
13. Нуэва-Консепсьон
14. Нуева-Тринидад
15. Охос-де-Акуа
16. Ла-Пальма
17. Потонико
18. Ситала
19. Сан-Антонио-де-ла-Крус
20. Сан-Антонио-Лос-Ранчос
21. Сан-Игнасио
22. Сан-Исидро-Лабрадор
23. Сан-Луис-дель-Кармен
24. Сан-Мигел-де-Мерседес
25. Сан-Рафаэль
26. Сан-Фернандо
27. Сан-Франсиско-Лемпа
28. Сан-Франсиско-Морасан
29. Санта-Рита
30. Техутла
31. Чалатенанго
32. Эль-Каррисаль
33. Эль-Параисо

## Галерея

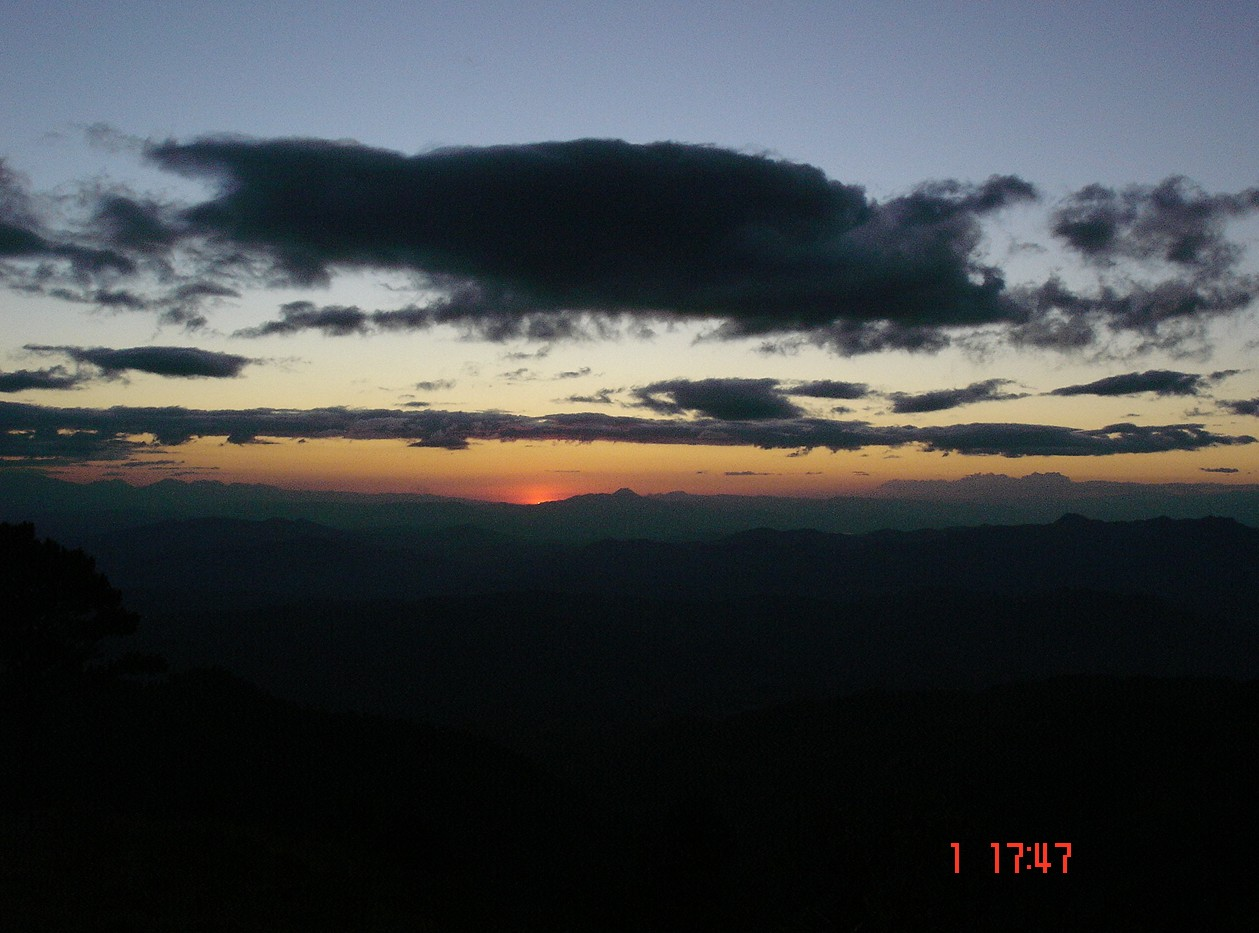
Ла-Пальма
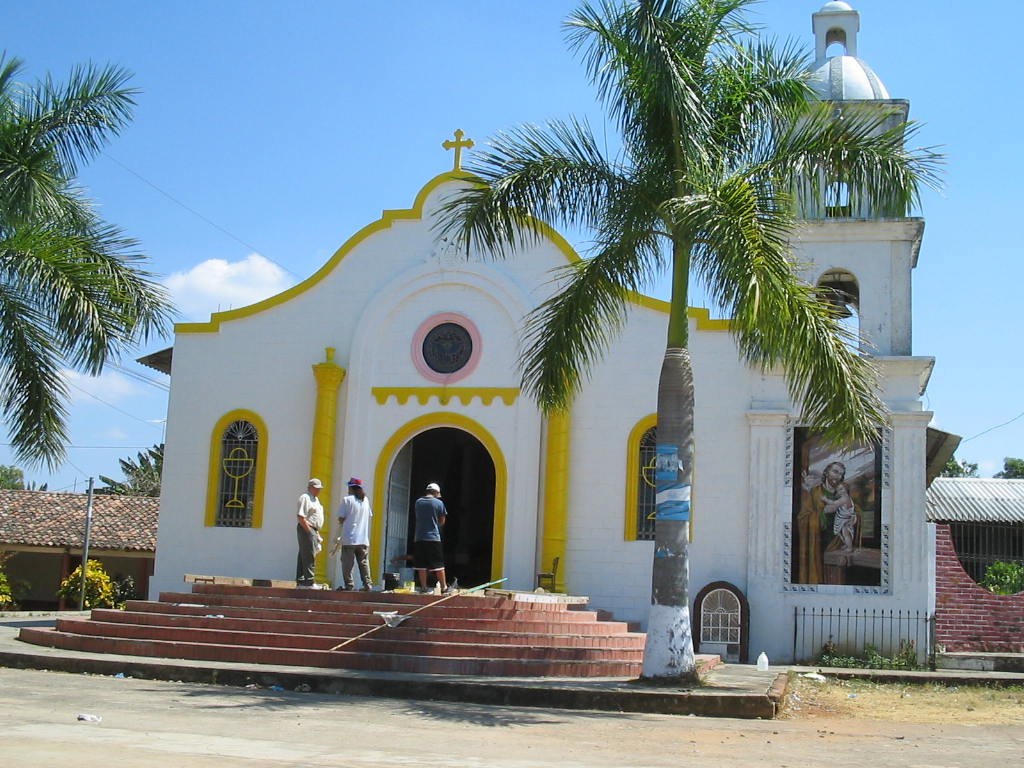
Чалатенанго